# توم هووبر
توم هووبر هو لاعب هوكي الجليد كندي، ولد في 24 نوفمبر 1883 في كينورا في كندا، وتوفي في 24 مارس 1960.

## وصلات خارجية
- توم هووبر على موقع EliteProspects.com (الإنجليزية)
- توم هووبر على موقع Hockey-Reference.com (الإنجليزية)